# Joshua Hong

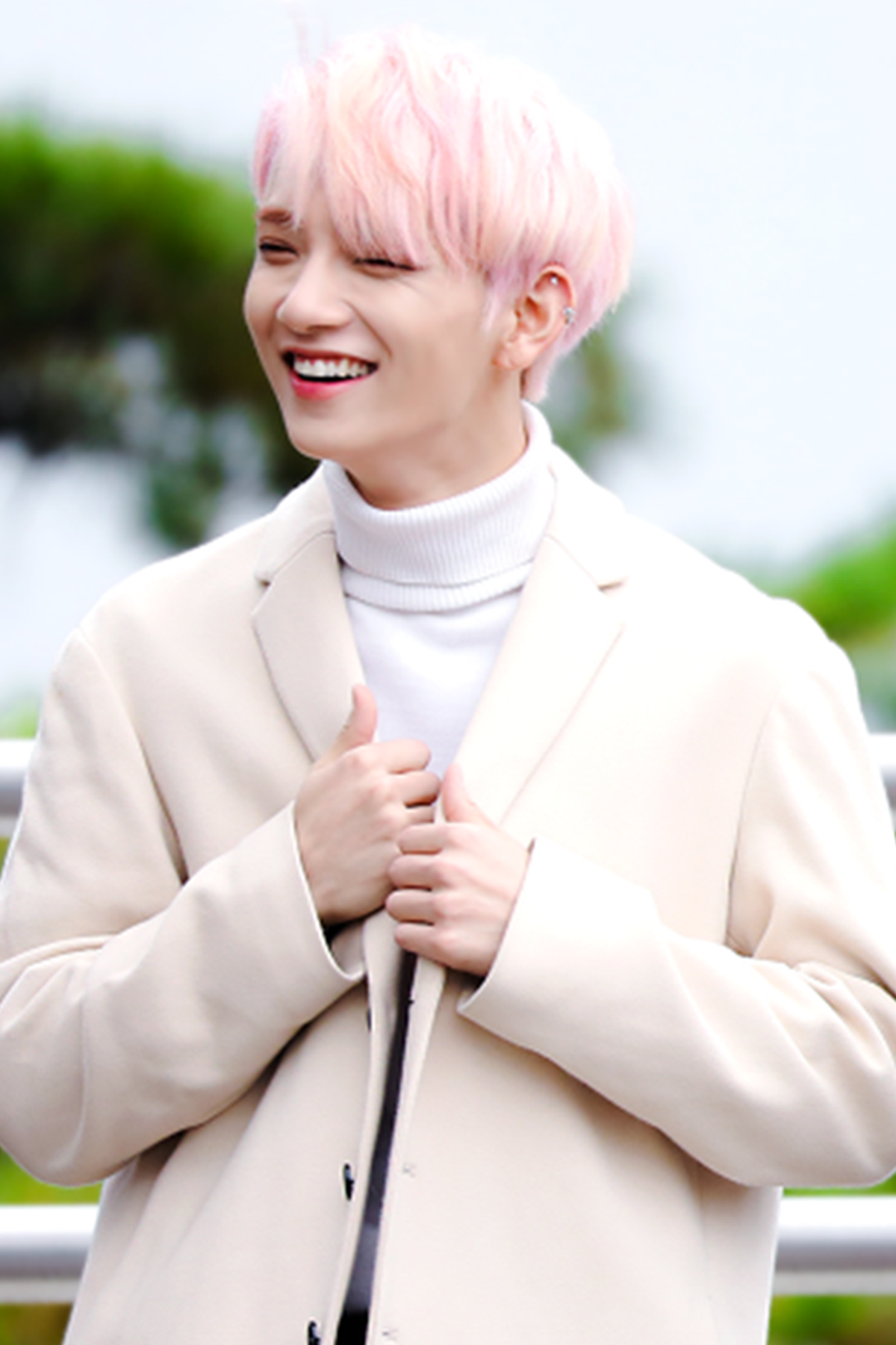
Joshua Hong durant un fansign el 10 de novembre de 2017

Hong Ji-soo (Hangul: 홍지수) conegut com a Joshua (Hangul: 조슈아) és un cantant i ballarí coreà-estatunidenc. És membre del grup de la banda sud-coreana Seventeen, on forma part de la unitat vocal.

## Biografia
Va néixer el 30 de desembre de 1995 a Los Angeles, Califòrnia, Estats Units, sent un únic fill amb pares coreans. Domina l'anglès i el coreà.
Des d'una edat primerenca, va ser influït pel cristianisme, que és degut al seu nom Joshua, pel caràcter bíblic de l'antic Testament. Va aprendre a tocar la guitarra d'una manera autodidacta i va formar part del cor de l'església quan vivia als Estats Units.
Va ser reclutat per un gerent de Pledis Entertainment, un festival coreà que va assistir a L. A, on va tocar la guitarra. El gerent de la companyia el va veure durant un mes i després va aconseguir a Audicionara a distància pel gran potencial que va veure en ell.
Joshua es va traslladar a Corea al final del 2012 per començar la seva formació a l'empresa. Tres mesos abans del seu debut va tornar als Estats Units per rebre el Diploma de graduació de batxillerat a L.A.

## Carrera

### Debut
El 26 de maig de 2015, Joshua va debutar oficialment en el nou grup de Pledis Entertainment, anomenat Seventeen, i forma part de la unitat vocal del grup, juntament amb Seungkwan, DK, Jeong Han i Woozi.